# ناطحات السحاب المبكرة
ناطحات السحاب المبكرة هي عبارة عن مجموعة من المباني التجارية الشاهقة التي بُنيت بين عامي 1884 و1945 في المدن الأمريكية مثل نيويورك وشيكاغو في غالب الأمر. تكونت المدن في الولايات المتحدة بشكل تقليدي من مباني منخفضة الارتفاع، لكن النمو الاقتصادي الكبير الذي حدث بعد الحرب الأهلية والاستخدام المكثف والمتزايد للأراضي الحضرية شجع على تطوير مباني أطول بدءًا من سبعينيات القرن التاسع عشر. مكنت التحسينات التقنية من إنشاء هياكل معدنية مقاومة للحريق ذات أسس عميقة، ومجهزة باختراعات جديدة مثل المصاعد والإضاءة الكهربائية. مكن هذا الأمر من بناء فئة جديدة من المباني الطويلة من الناحية التقنية والتجارية، كان أولها مبنى بيت التأمين في شيكاغو الذي يبلغ طوله 42 مترًا في عام 1885. نمت أعداد هذه المباني بسرعة، وبحلول عام 1888 صُنفت على أنها ناطحات سحاب.
في بداية الأمر، قادت شيكاغو الطريق لتصميم ناطحات السحاب، إذ بُني العديد منها في وسط الحي المالي خلال أواخر الثمانينيات وأوائل التسعينيات من القرن التاسع عشر. سُميت أحيانًا بمنتجات مدرسة شيكاغو المعمارية، حاولت ناطحات السحاب هذه الموازنة بين الاهتمامات الجمالية والتصميم التجاري العملي، وأنتجت مباني كبيرة على طراز قصر مربع، يستضيف المتاجر والمطاعم في الطابق الأرضي ويحتوي على مكاتب قابلة للتأجير في الطوابق العليا. على النقيض من ذلك، كانت ناطحات السحاب في نيويورك عبارة عن أبراج أكثر ضيقًا، وكانت أكثر انتقائية في الأسلوب وغالبًا ما تعرضت للنقد بسبب افتقارها إلى الأناقة. حظرت شيكاغو في عام 1892، بناء ناطحات السحاب الجديدة التي يبلغ ارتفاعها أكثر من 46 مترًا، تاركة تطوير المباني الأطول لنيويورك. ظهرت موجة بناء جديدة لناطحات السحاب في العقد الأول من القرن العشرين. استمر الطلب على المساحات المكتبية الجديدة لاستيعاب القوى العاملة الأمريكية المتزايدة من الموظفين ذوي الياقات البيضاء. جعلت التطورات الهندسية من بناء المباني العالية والعيش فيها أمرًا سهلًا. بنت شيكاغو ناطحات سحاب جديدة بأسلوبها الحالي، بينما جربت نيويورك تصميم البرج. تبعت المباني الشهيرة مثل مبنى فلاتيرون، مبنى سانجر الذي يبلغ طوله 187 مترًا وبرج ميت لايف الذي يبلغ طوله 201 مترًا ومبنى وول وورث البالغ طوله 241 مترًا. تصاعدت الانتقادات ضد ناطحات السحاب على الرغم من نجاحها من الناحية التجارية، فقد كسرت خط الأفق المنتظم في المدن وأغرقت الشوارع والمباني المجاورة في ظل دائم. أدى هذا جنبًا إلى جنب مع الانكماش الاقتصادي، إلى إدخال قيود تقسيم المناطق في نيويورك عام 1916.
انتشرت ناطحات السحاب في جميع المدن الأمريكية الرئيسية تقريبًا، في فترة ما بين الحربين العالميتين. شجع الازدهار الاقتصادي في عشرينات القرن العشرين والمضاربة العقارية الواسعة، موجة من مشاريع ناطحات السحاب الجديدة في كل من نيويورك وشيكاغو. ساعد قرار تقسيم المناطق لعام 1916 في مدينة نيويورك في تشكيل أسلوب الآرت ديكو أو نمط «التراجع» لناطحات السحاب مما أدى إنشاء هياكل ركزت على الحجم والظلال المذهلة، وغالبًا ما كانت مزينة بشكل غني.
استمر ارتفاع ناطحات السحاب في النمو، مع تحقيق كل من مبنى كرايسلر ومبنى إمباير ستيت لرقم قياسي جديد، إذ وصلت إلى 312 مترًا و380 مترًا على التوالي. انهار سوق العقارات مع بداية الكساد الكبير، وتوقفت المباني الجديدة عن العمل. احتضنت الثقافة الشعبية والأكاديمية ناطحة السحاب من خلال الأفلام والتصوير الفوتوغرافي والأدب والباليه، واعتُبرت المباني إما رموزًا إيجابية للحداثة والعلوم أو أمثلة على علل الحياة الجديدة والمجتمع. رُفضت مشاريع ناطحات السحاب بعد الحرب العالمية الثانية تصميمات ناطحات السحاب المبكرة وتبنت بدلًا من ذلك الأسلوب الدولي، أُعيد تصميم العديد من ناطحات السحاب القديمة لتناسب الأذواق المعاصرة، وقد هُدمت في بعض الحالات مثل مبنى سانجر الذي كان أعلى ناطحة سحاب في العالم.

## خلفية: 1850- 1879

### الدوافع التجارية والاجتماعية
ظهرت ناطحات السحاب المبكرة في الولايات المتحدة نتيجة للنمو الاقتصادي والتنظيم المالي للشركات الأمريكية والاستخدام المكثف للأرض. كانت نيويورك واحدة من مراكز بناء ناطحات السحاب المبكرة وكان لها تاريخ كميناء بحري رئيسي يقع في جزيرة مانهاتن الصغيرة، على الساحل الشرقي للولايات المتحدة. قُسمت عقارات نيويورك نتيجة لتاريخها الاستعماري وتخطيط المدينة إلى العديد من قطع الأراضي الصغيرة، مع عدد قليل من المواقع الكبيرة. أصبحت نيويورك خلال المصف الأول من القرن التاسع عشر المركز الوطني للتمويل الأمريكي، وتنافست البنوك في الحي المالي في مانهاتن بشراسة مع المؤسسات الإنجليزية للهيمنة الدولية.
دمر الحريق الكبير في عام 1835 معظم المباني المالية الكبيرة، وشُيدت مكانها مجموعة متنوعة من المباني الجديدة وهُدمت في تعاقب سريع خلال أربعينيات وخمسينيات القرن التاسع عشر، واقترح المسافر فيليب هون أن يُعاد بناء المدينة بأكملها كل عقد. تبنت معظم مباني عصر النهضة الإيطالية المستوحاة من أسلوب الفن المعماري الشهير في إنجلترا، ولم ترتفع أكثر من خمسة أو ستة طوابق. لم يكن لدى نيويورك أي قيود على ارتفاعات المباني ولكنها كانت منخفضة الارتفاع في الممارسة العملية، على الأقل حتى عام 1865، حينها كانت أطول المباني هي كنائس المدينة. تضاعف عدد سكان نيويورك ثلاث مرات بين عامي 1840 و1870، وارتفعت قيم العقارات إذ زادت بنسبة 90% بين عام 1860 و1875.
باتجاه الغرب، أصبحت مدينة شيكاغو الموقع الرئيسي الآخر المعني بتطوير ناطحات السحاب المبكرة. على النقيض من نيويورك، ظهرت شيكاغو كمدينة رئيسية فقط في منتصف القرن التاسع عشر، وقد نمت من قرية يبلغ عدد سكانها نحو 50 نسمة في عام 1830، إلى مدينة تضم 30,000 بحلول عام 1850 ونحو 300,000 بحلول عام 1870. أصبحت شيكاغو مركز السكك الحديدية في الغرب الأمريكي والمدينة التجارية الرئيسية للأقاليم الناشئة المشهورة بثقافتها التجارية. اعتبرت نفسها مختلفة عن المدن الواقعة على الساحل الشرقي وفخرت إلى حد كبير بوضعها كمركز متنامٍ ونابض بالحياة.
أصبحت شيكاغو المركز المالي الرئيسي للغرب بحلول سبعينيات القرن التاسع عشر، ولكن في أكتوبر عام 1871، دمر حريق شيكاغو العظيم غالبية الهياكل الخشبية داخل المدينة. أُعيد بناء المدينة على قطع كبيرة من الأرض في شبكة جديدة مصبعية اتبعت قوانين المدينة الجديدة التي حظرت البناء باستخدام الخشب. شجعت هذه العوامل على بناء عقارات أطول بتصميمات مبتكرة جديدة، شهدت مجموعة من الأعمال التي يمكن جمعها في مبنى واحد مثلما هو الحال في نيويورك.
أعاقت حالة الذعر المالي في عام 1873 والكساد الاقتصادي الذي أعقب ذلك بناء المباني العالية خلال سبعينيات القرن التاسع عشر وحتى عام 1879 تقريبًا. تباطأ البناء وتراجعت قيم العقارات، وبحلول عام 1880 كان التعافي جاريًا بشكل جيد، مع عودة البناء الجديد في نيويورك إلى وتيرة عام 1871، والارتفاع الاقتصادي الذي جعل من تشييد المباني الشاهقة خيارًا ماليًا جذابًا مرة أخرى، مما وضع العديد من الشروط المسبقة لتطوير ناطحات السحاب.